# Награды для авторов YouTube

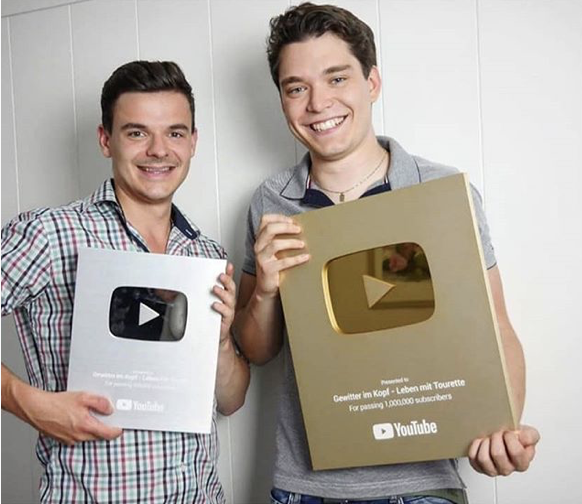
Блогеры Ян Циммерманн (слева) и Тим Леманн (справа) с серебряной и золотой кнопками YouTube (2019).

Награ́ды для а́второв YouTube (англ. YouTube Creator Awards), ранее — кно́пки YouTúbe (англ. YouTube Play Buttons) — награды, присуждаемые порталом YouTube авторам каналов, достигшим определённого числа подписчиков.
Их не следует путать с наградами «YouTube Awards», которые присваивают за лучшие видео.
Всего официально существует 3 вида наград, остальные награды не присутствуют на сайте наград YouTube. Награды имеют разные размеры, зависящие от количества подписчиков на Youtube-канале награждаемого автора. 

## История появления
На ежегодной видеоконференции VidCon 2012 исполнительный директор YouTube Тим Шэй представил «Золотую кнопку YouTube» — награду людям, каналы которых набрали 1 000 000 подписчиков. На тот момент вознаграждение получили 78 каналов, также Тим объявил о «Серебряной кнопке YouTube», которая досталась людям со 100 000 подписчиков. Вдобавок они получили подарочную карту на $500 и цифровой зеркальный фотоаппарат.
На VidCon 2015 вице-президент менеджмента по продукту YouTube Мэттью Глотцбах объявил о введении «Бриллиантовой кнопки YouTube». Она предназначена для людей, на каналы которых подписано 10 000 000 человек. В тот момент право на кнопку получили 35 каналов. По данным на октябрь 2018 на YouTube насчитывалось 294 канала, имевших более 10 000 000 подписчиков.

## Правила получения
Простого количества подписчиков для получения награды недостаточно, необходимо соблюдение ещё ряда вторичных условий:
- Награждаемый канал должен быть активен, то есть иметь загруженный контент в течение предыдущего полугода.
- Канал не должен использовать программы с автоматическим увеличением подписчиков, просмотров.
- У канала должны отсутствовать предупреждения о нарушении правил сообщества, полученные в течение последнего года.
- Канал соблюдает Условия использования YouTube.
- Канал состоит в Партнерской программе YouTube.
- Канал не удалён, связанный с ним аккаунт не удалён.
- Канал соблюдает правила, касающиеся спама, обмана и мошенничества.
- Канал публикует преимущественно оригинальный контент.

Каналы, специализирующиеся на компиляциях, вырезках и подборках не награждаются. Каналы, широко использующие контент, защищённый авторскими правами других лиц, не награждаются. Кроме того, не производится отправка наград в ряд стран и территорий.

## Стандартизованные кнопки
В настоящее время существует 3 вида стандартизованных кнопок YouTube, выдаваемых при достижении каналом некоторого числа подписчиков, а также некоторые выданные отдельным людям единичные кнопки:
 Серебряная кнопка — для каналов, достигших 100 000 подписчиков. Сделана из никелированного медно-никелевого сплава. До 2018 года изготавливалась в металлической рамке. У новой версии кнопки рамки нет.
 Золотая кнопка — для каналов, достигших 1 000 000 подписчиков. Сделана из позолоченной латуни. До 2018 года изготавливалась в металлической рамке. У новой версии кнопки рамки нет.
 Бриллиантовая кнопка — для каналов, достигших 10 000 000 подписчиков. Она изготовлена из серебристого металла со вставкой из крупного бесцветного кристалла в форме кнопки воспроизведения видео. В отличие от предыдущих наград, не имеет рамки с момента введения.

## Единичные кнопки
Рубиновая кнопка выдавалась отдельным каналам, достигшим 50 миллионов подписчиков. В декабре 2016 года блогер PewDiePie получил награду, официально названную Рубиновой кнопкой, в форме логотипа своего канала в награду за 50 миллионов подписчиков. Также к этой кнопке прилагались несколько мини-кнопок для подписчиков канала, которые были дольше всех подписаны на канал и оставались активными. 11 сентября 2018 года было объявлено, что второй канал («T-Series»), достигший 50 миллионов подписчиков, получил вторую в истории YouTube кастомизированную кнопку, отличающуюся от первой формой и цветом. Также 22 февраля 2019 года отметки в 50 000 000 подписчиков достиг канал «5-Minute Crafts», демонстрирующий различные лайфхаки и самоделки, которые можно сделать в домашних условиях. Позже отметки в 50 миллионов подписчиков достигли такие каналы как: «SET India», «Canal KondZilla», «WWE», «Justin Bieber», «MrBeast», «Zee Music Company», «Dude Perfect», «BANGTANTV» (официальный канал группы BTS), «Blackpink», «Eminem», «Goldmines», «Sony SAB», «HYBE LABELS», «Zee TV», «Pinkfong Baby Shark», «ChuChu TV», «Shemaroo Filmi Gaane», «Colors TV», «T-Series Bhakti Sagar», «Stokes Twins», «Movieclips», «Tips Official», «El Reino Infantil», «Wawe Music», «Aaj Tak», «Sony Music India», «Marshmello», «YRF», «LooLoo Kids», «Infobells — Hindi», «Ed Sheeran», «Taylor Swift», «Ariana Grande», «Billion Surprise Toys», «Shemaroo», «Toys and Colors», «ZAMZAM ELECTRONICS TRADING», «HAR PAL GEO», «ARY Digital HD», «Mark Rober», «SonyMusicIndiaVEVO», «Billie Elish», «UR•Cristiano», и «Fede Vigevani». Отметки в 50 млн подписчиков также достигли русскоязычные каналы «Like Nastya», «Kids Diana Show», «Vlad and Niki», «Get Movies», «А4», и канал «Маша и Медведь», английская версия которого также получила 50 миллионов подписчиков. В общем счёте 80 каналов в YouTube получили Рубиновую кнопку.
 Красная Бриллиантовая кнопка выдавалась отдельным каналам, достигшим 100 миллионов подписчиков. 29 мая 2019 года канал «T-Series» получил 100 миллионов подписчиков, как и «PewDiePie» 26 августа того же года. На своём канале Феликс опубликовал распаковку кнопки, которая по дизайну похожа на бриллиантовую, однако с красным бриллиантовым треугольником внутри, и присылается в необычном чемоданчике с логотипом YouTube. 12 декабря 2020 года канал «Cocomelon» тоже получил 100 миллионов подписчиков. 28 марта 2021 года канал «SET India» также достиг такой отметки. 28 июля 2022 года канал «MrBeast» также добрался до отметки в 100 миллионов подписчиков. 16 августа 2022 года канал «Kids Diana Show» получил 100 миллионов подписчиков, а через 11 дней данной отметки достиг канал «Like Nastya». Канал «Vlad and Niki» в августе 2023 года. 25 сентября 2023 года получил 100 миллионов подписчиков в YouTube индийский музыкальный канал «Zee Music Company». 7 марта 2024 года отметки в 100 миллионов подписчиков достиг канал «WWE». 1 декабря 2024 отметки в 100 миллионов подписчиков также достиг канал «Stokes Twins». 20 сентября 2024 года свои награды получили «Goldmines» и «Sony SAB». Всего 13 каналов получили Красную Бриллиантовую кнопку.
Самый первый канал, набравший 200 миллионов подписчиков, — «T-Series». 15 октября 2023 года канал «MrBeast» также достиг отметки в 200 миллионов подписчиков. Итого 200 миллионов подписчиков получили 2 канала.
Первым каналом, набравшим 300 миллионов подписчиков, стал «MrBeast» 11 июля 2024 года. На данный момент это единственный канал, имеющий 300 миллионов подписчиков.
Также, первым каналом, который набрал 400 миллионов подписчиков, стал «MrBeast» 1 июня 2025 года. Сейчас это также единственный канал, имеющий 400 миллионов подписчиков.

## Награда за самый залайканный комментарий
Обладателем награды за самый залайканный комментарий стал шведский ютубер Сет Эверман за комментарий к официальному видеоклипу песни Билли Айлиш «Bad Guy», который набрал за год больше 3 миллионов лайков. Награда была выдана в виде надписи («Presented to Seth Everman, Youtube Comment Surpassed one million likes „i’m the bald guy“ on Billie Eilish „Bad guy“») на металлическом фоне в рамке. В 2020 году комментарий пропал из списка комментариев, но был найден и распространён ссылками на клип, в котором он имеется.